# Maurice Durchon
Maurice Durchon, né le 9 février 1921 à Cherbourg et mort le 23 novembre 1994 à Caen, est un zoologiste français. Professeur à l'université de Lille, il est notamment l'un des fondateurs de l'endocrinologie des invertébrés.

## Biographie
Il commence sa carrière en tant qu’assistant en zoologie à la Faculté des sciences de Caen, puis chef de travaux en zoologie marine au laboratoire maritime de Luc-sur-Mer.
Il obtient une thèse à l’université de Paris intitulée Recherches expérimentales sur deux aspects de la reproduction chez les Annélides polychètes : l'épitoquie et la stolonisation.
De 1952 à 1958, il est maitre de conférences puis professeur à l’université d’Alger.
À partir de 1959 il devient professeur à Lille et remplace Maxime Lamotte à la chaire de zoologie générale et appliquée.  En 1961, il succède à Armand Dehorne comme Directeur du Laboratoire régional de Zoologie appliquée.
Il est l'un des principaux fondateurs de l'endocrinologie des invertébrés et encadre de nombreux travaux de recherche à Lille.
Il obtient de nombreuses récompenses dont la médaille d’argent du CNRS en 1964 et sera correspondant de l’Académie de Sciences de 1974 à 1994.